# Classe préparatoire physique, technologie et sciences de l'ingénieur
Dans le système éducatif français, la classe préparatoire physique, technologie et sciences de l'ingénieur ou PTSI est une des voies d'orientation en première année, communément appelée Maths sup, de la filière des classes préparatoires scientifiques.
On y accède avec le baccalauréat de la voie générale, le plus souvent avec en Terminale les combinaisons de spécialités mathématiques et physique-chimie ou mathématiques et sciences de l'ingénieur. Elle permet d'accéder en deuxième année, communément appelée Maths spé, principalement en PT et plus rarement en PSI.
Le programme de mathématiques de PTSI est plus léger que celui de MPSI et celui de physique-chimie est plus léger que celui de PCSI. En revanche, son programme de sciences de l’ingénieur est plus lourd que ceux de PCSI et MPSI. 
Les horaires par semaine (auxquelles il faut ajouter les heures de DS) sont :
| Matière                                 | Total  | Cours | TD  | TP                | Interrogations orales                                               |
| --------------------------------------- | ------ | ----- | --- | ----------------- | ------------------------------------------------------------------- |
| Mathématiques                           | 9 h    | 6 h   | 3 h | 0                 | 1 h par quinzaine                                                   |
| Physique - Chimie                       | 8 h    | 5 h   | 1 h | 2 h               | 1 h par quinzaine                                                   |
| Sciences Industrielles pour l'Ingénieur | 8 h 30 | 2 h   | 4 h | 2 h 30            | 1 h par quinzaine                                                   |
| Français - Philosophie                  | 2 h    | 2 h   | 0   | 0                 | 2 h par semestre (ou 20 min par mois selon les choix du professeur) |
| Langue Vivante 1                        | 2 h    | 2 h   | 0   | 0                 | 1 h par quinzaine                                                   |
| Langue Vivante 2 (facultatif)           | 2 h    | 2 h   | 0   | 0                 | 0                                                                   |
| Informatique                            | 2 h    | 1 h   | 0   | 2 h par quinzaine | 0                                                                   |
| TIPE (À partir du 2e semestre de Sup)   | 2 h    | 2 h   | 0   | 0                 | 0                                                                   |